# 盾叶天竺葵

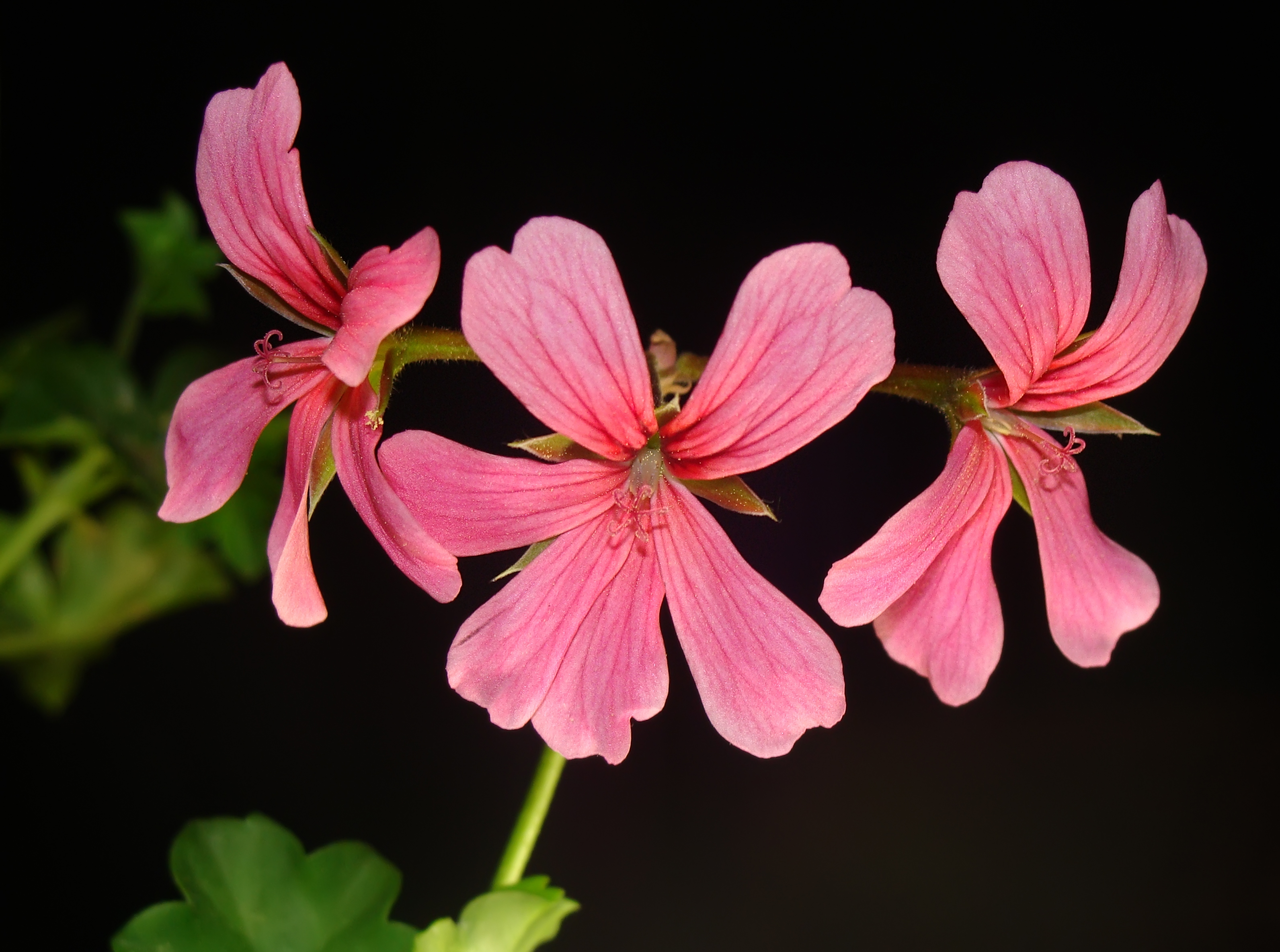
盾葉天竺葵

盾叶天竺葵（学名：Pelargonium peltatum）是牻牛儿苗科天竺葵属的植物。分布在非洲以及中国大陆的全国各地等地，目前已由人工引种栽培。